# Lista planetelor minore: 257001–258000
Aceasta este lista planetelor minore cu numerele 257001–258000.

## 257001–257100
| Denumire        | Denumire provizorie | Data descoperirii | Locul descoperirii | Descoperitor(i)     |
| --------------- | ------------------- | ----------------- | ------------------ | ------------------- |
| 257001 –        | 2008 EM150          | 10 martie 2008    | Kitt Peak          | Spacewatch          |
| 257002 –        | 2008 EX150          | 4 martie 2008     | Mount Lemmon       | Mount Lemmon Survey |
| 257003 –        | 2008 ED151          | 11 martie 2008    | Catalina           | CSS                 |
| 257005 Arpadpal | 2008 EW152          | 11 martie 2008    | La Silla           | EURONEAR            |
| 257011 –        | 2008 ES167          | 9 martie 2008     | Socorro            | LINEAR              |
| 257014 –        | 2008 FQ6            | 30 martie 2008    | Piszkéstető        | K. Sárneczky        |
| 257085 –        | 2008 GD2            | 6 aprilie 2008    | Desert Moon        | B. L. Stevens       |
| 257088 –        | 2008 GH20           | 7 aprilie 2008    | Mayhill            | W. G. Dillon        |

## 257101–257200
| Denumire | Denumire provizorie | Data descoperirii | Locul descoperirii | Descoperitor(i) |
| -------- | ------------------- | ----------------- | ------------------ | --------------- |
| 257118 – | 2008 GS81           | 8 aprilie 2008    | Bergisch Gladbach  | W. Bickel       |
| 257140 – | 2008 HJ4            | 28 aprilie 2008   | La Sagra           | OAM             |
| 257156 – | 2008 HO37           | 29 aprilie 2008   | Vicques            | M. Ory          |
| 257189 – | 2008 KU11           | 28 mai 2008       | Calvin-Rehoboth    | Calvin College  |
| 257195 – | 2008 QY41           | 29 august 2008    | Pises              | Pises           |

## 257201–257300
| Denumire             | Denumire provizorie | Data descoperirii | Locul descoperirii | Descoperitor(i)     |
| -------------------- | ------------------- | ----------------- | ------------------ | ------------------- |
| 257206 –             | 2008 UA             | 18 octombrie 2008 | Sandlot            | G. Hug              |
| 257224 –             | 2009 DZ6            | 18 februarie 2009 | Siding Spring      | SSS                 |
| 257234 Güntherkurtze | 2009 DD112          | 26 februarie 2009 | Calar Alto         | F. Hormuth          |
| 257245 –             | 2009 FW3            | 18 martie 2009    | Dauban             | F. Kugel            |
| 257248 Chouchiehlun  | 2009 FA19           | 20 martie 2009    | Lulin Observatory  | Y.-S. Tsai, T. Chen |
| 257261 Ovechkin      | 2009 FS47           | 31 martie 2009    | Tzec Maun          | L. Elenin           |
| 257272 –             | 2009 HH             | 17 aprilie 2009   | Cordell-Lorenz     | D. T. Durig         |
| 257296 Jessicaamy    | 2009 HT57           | 20 aprilie 2009   | Zadko              | M. Todd             |

## 257301–257400
| Denumire | Denumire provizorie | Data descoperirii  | Locul descoperirii | Descoperitor(i)           |
| -------- | ------------------- | ------------------ | ------------------ | ------------------------- |
| 257314 – | 2009 HY88           | 24 aprilie 2009    | Cerro Burek        | Cerro Burek               |
| 257320 – | 2009 HE94           | 26 aprilie 2009    | Moletai            | K. Černis, J. Zdanavičius |
| 257346 – | 2009 KA3            | 20 mai 2009        | Mayhill            | A. Lowe                   |
| 257366 – | 2009 OJ4            | 23 iulie 2009      | Tiki               | N. Teamo                  |
| 257372 – | 2009 PY9            | 15 august 2009     | Kachina            | Kachina                   |
| 257377 – | 2009 RG5            | 14 septembrie 2009 | Needville          | C. Sexton, J. Dellinger   |

## 257401–257500
| Denumire               | Denumire provizorie | Data descoperirii  | Locul descoperirii | Descoperitor(i)                                     |
| ---------------------- | ------------------- | ------------------ | ------------------ | --------------------------------------------------- |
| 257417 –               | 2009 WT             | 16 noiembrie 2009  | Calvin-Rehoboth    | L. A. Molnar                                        |
| 257421 –               | 2010 BR11           | 16 ianuarie 2010   | WISE               | WISE                                                |
| 257422 –               | 2010 FR47           | 22 martie 2010     | ESA OGS            | ESA OGS                                             |
| 257439 Peppeprosperini | 2010 PL23           | 9 august 2010      | Frasso Sabino      | Frasso Sabino                                       |
| 257441 –               | 2010 QZ3            | 19 august 2010     | Purple Mountain    | PMO NEO Survey Program                              |
| 257443 –               | 2641 P-L            | 24 septembrie 1960 | Palomar            | C. van Houten, I. van Houten-Groeneveld, T. Gehrels |
| 257456 –               | 1981 DA3            | 28 februarie 1981  | Siding Spring      | S. J. Bus                                           |
| 257464 –               | 1993 FC26           | 21 martie 1993     | La Silla           | UESAC                                               |
| 257465 –               | 1993 OE6            | 20 iulie 1993      | La Silla           | E. W. Elst                                          |

## 257501–257600
| Denumire         | Denumire provizorie | Data descoperirii  | Locul descoperirii | Descoperitor(i)                  |
| ---------------- | ------------------- | ------------------ | ------------------ | -------------------------------- |
| 257501 –         | 1995 YS5            | 16 decembrie 1995  | Kitt Peak          | Spacewatch                       |
| 257502 –         | 1996 AQ10           | 13 ianuarie 1996   | Kitt Peak          | Spacewatch                       |
| 257503 –         | 1996 BQ11           | 24 ianuarie 1996   | Kitt Peak          | Spacewatch                       |
| 257504 –         | 1996 GZ5            | 11 aprilie 1996    | Kitt Peak          | Spacewatch                       |
| 257505 –         | 1996 RH33           | 15 septembrie 1996 | La Silla           | Uppsala-DLR Asteroid Survey      |
| 257506 –         | 1996 SN7            | 23 septembrie 1996 | Prescott           | P. G. Comba                      |
| 257507 –         | 1996 TG35           | 11 octombrie 1996  | Kitt Peak          | Spacewatch                       |
| 257508 –         | 1996 VJ16           | 5 noiembrie 1996   | Kitt Peak          | Spacewatch                       |
| 257509 –         | 1996 VC18           | 6 noiembrie 1996   | Kitt Peak          | Spacewatch                       |
| 257510 –         | 1996 VD33           | 5 noiembrie 1996   | Kitt Peak          | Spacewatch                       |
| 257511 –         | 1996 XY35           | 12 decembrie 1996  | Kitt Peak          | Spacewatch                       |
| 257512 –         | 1997 AS14           | 12 ianuarie 1997   | Haleakala          | NEAT                             |
| 257513 –         | 1997 AJ24           | 15 ianuarie 1997   | Campo Imperatore   | A. Boattini, A. Di Paola         |
| 257514 –         | 1997 CL4            | 3 februarie 1997   | Modra              | A. Galád, A. Pravda              |
| 257515 Zapperudi | 1997 CD6            | 6 februarie 1997   | Linz               | Linz                             |
| 257516 –         | 1997 CO25           | 13 februarie 1997  | Kitt Peak          | Spacewatch                       |
| 257517 –         | 1997 EZ42           | 10 martie 1997     | Socorro            | LINEAR                           |
| 257518 –         | 1997 GL25           | 8 aprilie 1997     | Kitt Peak          | Spacewatch                       |
| 257519 –         | 1997 KV3            | 29 mai 1997        | Kitt Peak          | Spacewatch                       |
| 257520 –         | 1997 ML             | 26 iunie 1997      | Kitt Peak          | Spacewatch                       |
| 257521 –         | 1997 MX5            | 26 iunie 1997      | Kitt Peak          | Spacewatch                       |
| 257522 –         | 1997 RH9            | 11 septembrie 1997 | Modra              | P. Kolény, L. Kornoš             |
| 257523 –         | 1997 SH11           | 30 septembrie 1997 | Prescott           | P. G. Comba                      |
| 257524 –         | 1997 SC13           | 28 septembrie 1997 | Kitt Peak          | Spacewatch                       |
| 257525 –         | 1997 SJ14           | 28 septembrie 1997 | Kitt Peak          | Spacewatch                       |
| 257526 –         | 1997 SM27           | 30 septembrie 1997 | Kitt Peak          | Spacewatch                       |
| 257527 –         | 1997 TY23           | 11 octombrie 1997  | Kitt Peak          | Spacewatch                       |
| 257528 –         | 1997 UY22           | 25 octombrie 1997  | Anderson Mesa      | B. A. Skiff                      |
| 257529 –         | 1997 WA14           | 22 noiembrie 1997  | Kitt Peak          | Spacewatch                       |
| 257530 –         | 1997 YO17           | 31 decembrie 1997  | Kitt Peak          | Spacewatch                       |
| 257531 –         | 1998 BL18           | 23 ianuarie 1998   | Kitt Peak          | Spacewatch                       |
| 257532 –         | 1998 BN18           | 23 ianuarie 1998   | Kitt Peak          | Spacewatch                       |
| 257533 –         | 1998 CN4            | 6 februarie 1998   | La Silla           | E. W. Elst                       |
| 257534 –         | 1998 DL12           | 23 februarie 1998  | Kitt Peak          | Spacewatch                       |
| 257535 –         | 1998 DG13           | 23 februarie 1998  | Haleakala          | NEAT                             |
| 257536 –         | 1998 EU3            | 2 martie 1998      | Oizumi             | T. Kobayashi                     |
| 257537 –         | 1998 FH38           | 20 martie 1998     | Socorro            | LINEAR                           |
| 257538 –         | 1998 FO148          | 20 martie 1998     | Kitt Peak          | Spacewatch                       |
| 257539 –         | 1998 HP             | 17 aprilie 1998    | Kitt Peak          | Spacewatch                       |
| 257540 –         | 1998 HV26           | 21 aprilie 1998    | Kitt Peak          | Spacewatch                       |
| 257541 –         | 1998 HQ56           | 21 aprilie 1998    | Socorro            | LINEAR                           |
| 257542 –         | 1998 MW1            | 20 iunie 1998      | Kitt Peak          | Spacewatch                       |
| 257543 –         | 1998 MS16           | 27 iunie 1998      | Kitt Peak          | Spacewatch                       |
| 257544           | 1998 QU4            | 22 august 1998     | Xinglong           | BAO Schmidt CCD Asteroid Program |
| 257545 –         | 1998 RS12           | 14 septembrie 1998 | Kitt Peak          | Spacewatch                       |
| 257546 –         | 1998 RH21           | 15 septembrie 1998 | Kitt Peak          | Spacewatch                       |
| 257547 –         | 1998 SO19           | 20 septembrie 1998 | Kitt Peak          | Spacewatch                       |
| 257548 –         | 1998 SV40           | 25 septembrie 1998 | Kitt Peak          | Spacewatch                       |
| 257549 –         | 1998 SX40           | 25 septembrie 1998 | Kitt Peak          | Spacewatch                       |
| 257550           | 1998 SV43           | 26 septembrie 1998 | Xinglong           | BAO Schmidt CCD Asteroid Program |
| 257551 –         | 1998 SB48           | 26 septembrie 1998 | Kitt Peak          | Spacewatch                       |
| 257552 –         | 1998 SY50           | 26 septembrie 1998 | Kitt Peak          | Spacewatch                       |
| 257553 –         | 1998 SF69           | 19 septembrie 1998 | Socorro            | LINEAR                           |
| 257554 –         | 1998 SO81           | 26 septembrie 1998 | Socorro            | LINEAR                           |
| 257555 –         | 1998 SM104          | 26 septembrie 1998 | Socorro            | LINEAR                           |
| 257556 –         | 1998 SF174          | 19 septembrie 1998 | Apache Point       | SDSS                             |
| 257557 –         | 1998 TO8            | 12 octombrie 1998  | Kitt Peak          | Spacewatch                       |
| 257558 –         | 1998 TM16           | 12 octombrie 1998  | Caussols           | ODAS                             |
| 257559           | 1998 TL19           | 15 octombrie 1998  | Xinglong           | BAO Schmidt CCD Asteroid Program |
| 257560 –         | 1998 TP25           | 14 octombrie 1998  | Kitt Peak          | Spacewatch                       |
| 257561 –         | 1998 TS25           | 14 octombrie 1998  | Kitt Peak          | Spacewatch                       |
| 257562 –         | 1998 TT35           | 15 octombrie 1998  | Kitt Peak          | Spacewatch                       |
| 257563 –         | 1998 UA2            | 19 octombrie 1998  | Caussols           | ODAS                             |
| 257564 –         | 1998 UJ34           | 28 octombrie 1998  | Socorro            | LINEAR                           |
| 257565 –         | 1998 UH49           | 18 octombrie 1998  | Anderson Mesa      | LONEOS                           |
| 257566 –         | 1998 WP37           | 21 noiembrie 1998  | Kitt Peak          | Spacewatch                       |
| 257567 –         | 1998 XU6            | 8 decembrie 1998   | Kitt Peak          | Spacewatch                       |
| 257568 –         | 1998 YP13           | 19 decembrie 1998  | Kitt Peak          | Spacewatch                       |
| 257569 –         | 1998 YU15           | 22 decembrie 1998  | Kitt Peak          | Spacewatch                       |
| 257570 –         | 1998 YT16           | 22 decembrie 1998  | Kitt Peak          | Spacewatch                       |
| 257571 –         | 1998 YW20           | 26 decembrie 1998  | Kitt Peak          | Spacewatch                       |
| 257572 –         | 1999 CP1            | 7 februarie 1999   | Oizumi             | T. Kobayashi                     |
| 257573 –         | 1999 CH4            | 10 februarie 1999  | Woomera            | F. B. Zoltowski                  |
| 257574 –         | 1999 CP10           | 12 februarie 1999  | Socorro            | LINEAR                           |
| 257575 –         | 1999 CR69           | 12 februarie 1999  | Socorro            | LINEAR                           |
| 257576 –         | 1999 CN82           | 10 februarie 1999  | Socorro            | LINEAR                           |
| 257577 –         | 1999 CE92           | 10 februarie 1999  | Socorro            | LINEAR                           |
| 257578 –         | 1999 CS108          | 12 februarie 1999  | Socorro            | LINEAR                           |
| 257579 –         | 1999 CZ156          | 8 februarie 1999   | Kitt Peak          | Spacewatch                       |
| 257580 –         | 1999 DB9            | 18 februarie 1999  | Socorro            | LINEAR                           |
| 257581 –         | 1999 FE8            | 20 martie 1999     | Socorro            | LINEAR                           |
| 257582 –         | 1999 FR70           | 20 martie 1999     | Apache Point       | SDSS                             |
| 257583 –         | 1999 GZ54           | 6 aprilie 1999     | Kitt Peak          | Spacewatch                       |
| 257584 –         | 1999 JZ35           | 10 mai 1999        | Socorro            | LINEAR                           |
| 257585 –         | 1999 JQ36           | 10 mai 1999        | Socorro            | LINEAR                           |
| 257586 –         | 1999 JK39           | 10 mai 1999        | Socorro            | LINEAR                           |
| 257587 –         | 1999 JR50           | 10 mai 1999        | Socorro            | LINEAR                           |
| 257588 –         | 1999 JF73           | 12 mai 1999        | Socorro            | LINEAR                           |
| 257589 –         | 1999 JV116          | 13 mai 1999        | Socorro            | LINEAR                           |
| 257590 –         | 1999 KY13           | 18 mai 1999        | Socorro            | LINEAR                           |
| 257591 –         | 1999 RM4            | 3 septembrie 1999  | Kitt Peak          | Spacewatch                       |
| 257592 –         | 1999 RW8            | 4 septembrie 1999  | Kitt Peak          | Spacewatch                       |
| 257593 –         | 1999 RZ13           | 7 septembrie 1999  | Socorro            | LINEAR                           |
| 257594 –         | 1999 RA31           | 8 septembrie 1999  | Socorro            | LINEAR                           |
| 257595 –         | 1999 RT40           | 7 septembrie 1999  | Socorro            | LINEAR                           |
| 257596 –         | 1999 RT45           | 8 septembrie 1999  | Uccle              | T. Pauwels                       |
| 257597 –         | 1999 RH66           | 7 septembrie 1999  | Socorro            | LINEAR                           |
| 257598 –         | 1999 RQ66           | 7 septembrie 1999  | Socorro            | LINEAR                           |
| 257599 –         | 1999 RN67           | 7 septembrie 1999  | Socorro            | LINEAR                           |
| 257600 –         | 1999 RT75           | 7 septembrie 1999  | Socorro            | LINEAR                           |

## 257601–257700
| Denumire | Denumire provizorie | Data descoperirii | Locul descoperirii | Descoperitor(i) |
| -------- | ------------------- | ----------------- | ------------------ | --------------- |
| 257657 – | 1999 VE             | 1 noiembrie 1999  | Olathe             | Olathe          |
| 257692 – | 1999 WT8            | 28 noiembrie 1999 | Gnosca             | S. Sposetti     |

## 257701–257800
| Denumire | Denumire provizorie | Data descoperirii | Locul descoperirii  | Descoperitor(i) |
| -------- | ------------------- | ----------------- | ------------------- | --------------- |
| 257734 – | 1999 YF21           | 30 decembrie 1999 | Mauna Kea           | C. Veillet      |
| 257750 – | 2000 BN             | 24 ianuarie 2000  | Višnjan Observatory | K. Korlević     |
| 257753 – | 2000 BB14           | 28 ianuarie 2000  | Uenohara            | N. Kawasato     |
| 257772 – | 2000 CN109          | 5 februarie 2000  | Kitt Peak           | M. W. Buie      |

## 257801–257900
| Denumire | Denumire provizorie | Data descoperirii | Locul descoperirii | Descoperitor(i)             |
| -------- | ------------------- | ----------------- | ------------------ | --------------------------- |
| 257844 – | 2000 KQ44           | 31 mai 2000       | Ondřejov           | P. Kušnirák, P. Pravec      |
| 257848 – | 2000 MJ             | 24 iunie 2000     | Tebbutt            | F. B. Zoltowski             |
| 257856 – | 2000 QN148          | 27 august 2000    | Kvistaberg         | Uppsala-DLR Asteroid Survey |
| 257861 – | 2000 QD242          | 27 august 2000    | Cerro Tololo       | M. W. Buie                  |

## 257901–258000
| Denumire | Denumire provizorie | Data descoperirii | Locul descoperirii | Descoperitor(i)  |
| -------- | ------------------- | ----------------- | ------------------ | ---------------- |
| 257944 – | 2000 XQ53           | 14 decembrie 2000 | Bohyunsan          | Bohyunsan        |
| 257954 – | 2000 YY141          | 20 decembrie 2000 | Kitt Peak          | Deep Lens Survey |
| 257964 – | 2001 BD61           | 30 ianuarie 2001  | Junk Bond          | Junk Bond        |